# Motael
Motael, antigamente 20 de Maio, é um suco em Timor-Leste que forma um distrito da cidade e município de Díli. Desde 2004, Motael pertence ao posto administrativo de Vera Cruz, e antes disso a Dom Aleixo. Em 2022, Motael tinha uma população de 4.720 pessoas.

## Etimologia
O distrito recebeu o nome do Império Timorense, que governou a região de Díli no século XVIII. O topónimo "Motael" é derivado da palavra "Mota Ain", que vem da língua mambae e significa "foz do rio" e provavelmente se refere ao Rio Comoro.

## Geografia
O suco de Motael faz parte do centro da capital. No ponto onde a Baía de Díli avança para dentro do país, Motael está localizada no extremo oeste da pequena baía. A sul encontram-se os sucos Colmera e Vila Verde e a oeste os sucos Bairro Pite e Kampung Alor, que pertencem ao gabinete administrativo de Dom Aleixo. A fronteira ocidental é seguida pela ribeira de Maloa na época das chuvas. Antes da reforma regional em 2015, Motael tinha uma área de 0,55 km². Agora são 0,77 km². De Colmera e Vila Verde, Motael recebeu a área entre a Avenida Nicolau Lobato a norte, a ribeira de Maloa a oeste, a Rua da Catedral a leste e a Avenida Dom Ricardo da Silva.
Administrativamente, Motael está dividida em quatro aldeias. Lirio a nordeste, Halibur a noroeste e ao sul da Avenida Nicolau Lobato, Bee Dalan, Boa Morena e Hura. Tradicionalmente, Motael está dividido em cinco distritos: Aitarak (Aitaraque) no noroeste, Palapaço no nordeste, Bebora no sudoeste e Farol no sudeste. A sul foram acrescentados em 2015 o Bairro Alto e a Vila Verde, que na verdade é o homónimo dos vizinhos sucos.
Em Motael vivem 4.720 habitantes em 2022, dos quais 2.370 são homens e 2.350 mulheres. 3.781 deles vivem em zona urbana, 939 na zona rural dos sucos. Existem 840 agregados familiares no suco. Quase 92% dos residentes afirmam que o tétum-praça é a sua língua materna. As minorias falam resuk, rahesuk, macassai, macalero, idaté, fataluco ou tétum-térique. É evidência de que o Mambai era originalmente falado em vez do tétum na região de Díli.

## História

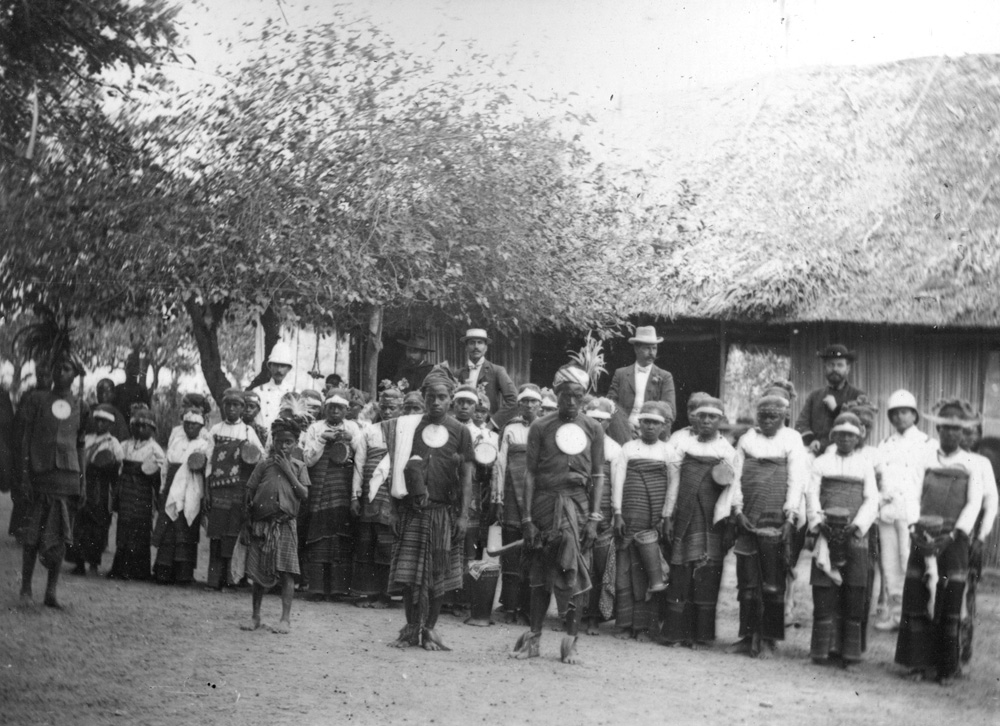
O Tribunal do Governante de Motael (1903)

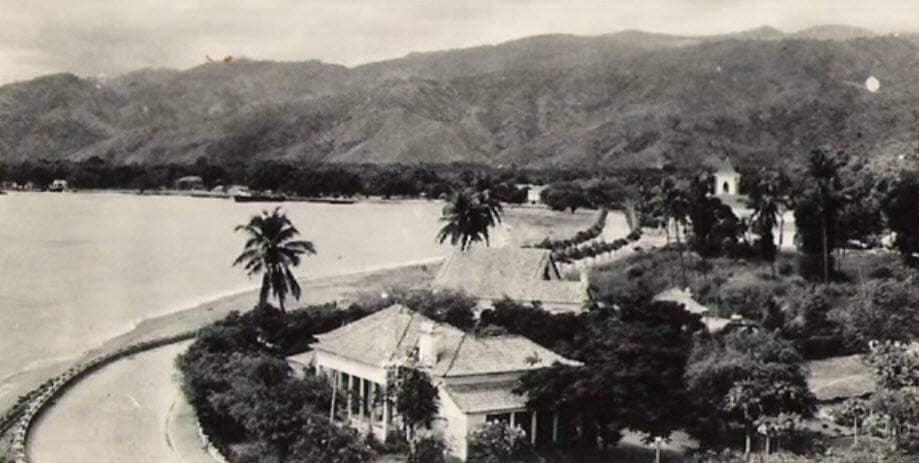
Vista de Motael no final da década de 1950

O Império de Motael governou a região quando os portugueses mudaram a capital da sua colónia para aqui em 1769. Os jesuítas já tinham conseguido converter crianças ao cristianismo aqui e tinham dado soldados cristianizados de Larantuca ao Liurai de Motael para protegê-los dos ataques muçulmanos. Como aliado leal, Dom Alexandre, o Liurai de Motael, forneceu aos portugueses as terras e madeiras necessárias para a fundação de Díli. Ele também lhes garantiu homens e cavalos para defesa. Com o tempo, Motael tornou-se uma forte potência dentro da colónia do Timor Português.
De 1810 a 1812, o Liurai de Motael foi mesmo um dos principais membros do Conselho Governativo, que governou a colónia no lugar do governador desaparecido. Em 1867, Motael ajudou os portugueses a reprimir a rebelião de Vemasse .
Quando o novo governador Alfredo de Lacerda Maia chegou a Timor em 1885, Motael estava em crise devido às excessivas exigências fiscais por parte do tesouro colonial. Os líderes de Motael deveriam pagar o seu tributo de 100 rúpias, ou 70 picos de milho, mas o administrador corrupto do tesouro alegou que o imposto tinha sido aumentado em mais 300 rúpias. Os timorenses fugiram então para as montanhas. Maia nomeou, portanto, Lucas Barreto Martins como o novo Liurai. Martins já havia trabalhado na administração colonial.
Em 1887 os Moradores revoltaram-se em Díli e Maia foi assassinada. O verdadeiro alvo da tentativa de assassinato foi o subtenente Francisco Ferreira, que atraiu o ódio dos Moradores com o seu comportamento como secretário do governador. Entre outras coisas, Ferreira atacou e ameaçou pessoalmente Martins, o que foi percebido pelos timorenses como um grave insulto ao governante. Só por circunstâncias infelizes é que Maia foi apanhado na emboscada destinada a Ferreira.
Após a revolta, Martins foi preso. Ele foi acusado de ser um dos responsáveis pela rebelião. O envolvimento dos Liurais na trama baseou-se apenas em especulações, mas não pôde ser comprovado. Era bastante comum que os Liurais permitissem que seus guerreiros vingassem os insultos contra eles, aparentemente por vontade própria, enquanto os governantes pareciam permanecer distantes. O padre João Gomes Ferreira, pároco de Díli, tentou exonerar Martins alegando que o governante ainda não tinha conhecimento do assassinato de Maia quando o padre lhe veio dar a notícia. Foi graças à defesa nada brilhante do padre que Martins acabou no tribunal de Goa. Pelo menos Martins foi absolvido de qualquer responsabilidade e permaneceu Liurai de Motael e, portanto, um dos timorenses mais poderosos da colónia portuguesa. A historiadora Katharine Davidson comentou sobre este facto que era a prova de que “um Liurai vivo e poderoso continuava a ser mais importante para a administração portuguesa em Díli do que um governador morto e imprudente”.
A casa do governante ficava onde hoje é o distrito de Motael, perto do atual porto. A sudeste ficava a sede do governo do governador, onde hoje fica o Jardim 5 de Maio. O distrito de Farol era a área residencial da população europeia de Díli no final do período colonial.
Na guerra civil em Timor-Leste em 1975, ambas as partes ocuparam o porto. A partir daqui a administração portuguesa deixou a capital colonial em direção à ilha offshore de Ataúro. No dia 7 de Dezembro do mesmo ano, as tropas indonésias desembarcaram em Díli. Depois de capturarem a cidade, os indonésios conduziram chineses, membros da FRETILIN e outros prisioneiros para a zona portuária, atiraram-nos e atiraram os corpos ao mar. As vítimas incluíam a activista dos direitos das mulheres Rosa Bonaparte, o seu irmão Bernardino Bonaparte Soares, Isabel Lobato (esposa do Primeiro-Ministro Nicolau dos Reis Lobato) e Roger East, o último repórter estrangeiro em Díli. Testemunhas falam de dezenas de corpos. O número total de executados no estaleiro é estimado em 150 pessoas.
Em 27 de outubro de 1991, o timorense Sebastião Gomes foi baleado pelas forças de segurança indonésias e sangrou até morrer na igreja de Santo António de Motael. No seu funeral houve uma manifestação pela independência de Timor Leste. O resultado foi um massacre dos manifestantes pelas forças de segurança indonésias, o chamado massacre de Santa Cruz.
Em 2006, foram montados campos na igreja de Motael e em alguns outros locais no suco para fornecer alojamento aos refugiados após a crise timorense de 2006.
Governantes de Motael 

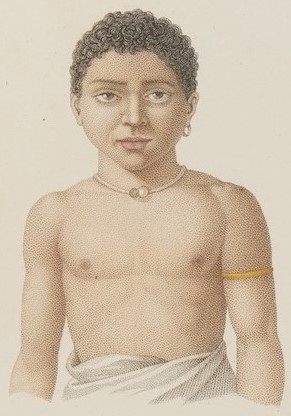
Luís Claco, filho de Liurais, provavelmente de Gregorio Rodrigues Pereira II (imagem de J. Alphonse Pellion, 1820)

- Dom Gregório Rodrigues Pereira I (1726–32, coronel)
- Dom Alexandre Rodrigues Pereira (1763-1769, tenente-coronel)
- Dom José Rodrigues Pereira (1766, Capitão-mor da Província de Belu)
- Catedral de Cosme Rodrigues Pereira (1789)
- Dom Gregório Rodrigues Pereira II (antes de 1810-1820, brigadeiro-general)
- Sé Catedral de António da Costa Pereira (antes de 1832-1857)
- Dona Maria da Costa Mendes (1857-1864)
- Piatru (1869)
- Donna Engracia Rodrigues Pereira (1871-1874)
- Dom Manuel Delgado Ximenes (1879-1881)
- Dom Tomás Suriano Pereira (1879-1889, coronel)
- Sé Catedral de João da Costa Pereira (1882-1891)
- Dom Lucas Barreto Martins (1885-1895)
- Catedral Albino Morais
- Dom Manuel de Ataíde (por volta de 1900)
- Dom António Ataíde (?-1912) (filho)

A lista de Carlos Filipe Ximenes Belo apresenta algumas ambiguidades e contradições, inclusive com outras fontes. A historiadora Katharine Davidson dá o nome da rainha, falecida em 1864, como Engracia Rodrigues Pereira. Após a sua morte, houve uma disputa sobre o sucessor em Motael. Parentes da rainha tinham apoiado as rebeliões em Ulmera e Laclo, razão pela qual os portugueses não quiseram reconhecê-los como governantes de Motael.